# Темиргалиев, Кабден
Кабден Темиргалиев (1923—1960) — советский казахский животновод, старший табунщик колхоза имени Карла Маркса в Западно-Казахстанской области, Герой Социалистического Труда (1948).

## Биография
Родился в 1923 году в Урдинском уезде Букеевской губернии РСФСР (ныне в Бокейординском районе Западно-Казахстанской области Казахстана). Казах по национальности.
В 1940 году окончил Фурмановское педагогическое училище, работал учителем семилетней школы в родном селе.
В 1942—1943 годах Кабден Темиргалиев служил в рядах Красной Армии. Участник Великой Отечественной войны. В ходе боевых действий лишился ноги. Демобилизовавшись из армии инвалидом, работал учителем, затем директором семилетней школы имени Карла Маркса в Урдинском районе Западно-Казахстанской области. Первое время он не решался идти работать на производство, хотя имел желание принять активное участие в развитии животноводства, подъёму которого руководством страны уделялось в те годы особое внимание. 
В январе 1947 года 23-летний Кабден обратился в правление колхоза имени Карла Маркса в своём селе и попросил послать его трудиться на конеферму. Там он попал к опытному заведующему и с его помощью постепенно включился в напряжённую работу коллектива, взявшего повышенное обязательство — вырастить к концу года от каждой конематки по жеребёнку.
Большую поддержку оказал Кабдену потомственный табунщик К. Курмашев. Опираясь на его многолетний опыт и товарищескую помощь, старший табунщик К. Темиргалиев в первый же год работы сумел вырастить в условиях табунного содержания от 51 конематки 51 жеребёнка. В 1948 году он добился ещё большего успеха — сохранил 60 жеребят от 60 конематок, за что был отмечен орденом Трудового Красного Знамени и почётным званием заслуженного мастера социалистического животноводства Казахской ССР. 
Указом Президиума Верховного Совета СССР от 23 июля 1948 года за получение высокой продуктивности животноводства в 1947 году при выполнении колхозом обязательных поставок сельскохозяйственных продуктов и плана развития животноводства Кабдену Темиргалиеву было присвоено звание Героя Социалистического Труда с вручением ордена Ленина и медали «Серп и Молот».
С 1947 по 1950 год К. Темиргалиев работал старшим табунщиком, затем заведующим овцеводческой фермой, а с 1958 года — заместителем председателя колхоза имени Карла Маркса.
В 1960 году погиб в результате несчастного случая.